# Ryan Greene
Ryan Greene is een Amerikaanse muziekproducent, geluidstechnicus, voormalig eigenaar van Crush Recording Studios in Scottsdale, Arizona en oprichter van Area 52 Entertainment in Los Angeles. Californië. In een meer dan 25-jaar lange carrière heeft hij gewerkt met vele artiesten waaronder Jay Z, Lita Ford, Tonic, Mr. Big, Wilson Phillips, Megadeth, NOFX, Alice Cooper, Cheap Trick, Usher, Patty LaBelle, Dishwalla en Gladys Knight. Hij heeft gewerkt aan meer dan 250 muzikale projecten en wordt beschreven als een "A-list producer".

## Biografie
Greene begon zijn muzikale carrière als drummer in lokale bands in Los Angeles. Toen hij 19 jaar oud was begon hij te werken bij MCA Music Publishing Studio. Greene werd na een tijd bij het bedrijf gewerkt te hebben gepromoveerd tot geluidstechnicus. Hij was de jongste technicus bij MCA. Tijdens zijn tijd bij MCA werkte hij samen met mensen en artiesten zoals Glen Ballard, Diane Warren en Desmond Child. Van 1988 tot 1996 werkte Greene als technicus bij EMI, waar hij de pre-productie deed voor Megadeth's best verkopende album Countdown to Extinction, uitgebracht in 1992. Het werd meer dan een miljoen keer verkocht. Dit leidde naar de samenwerking tussen Greene en de band F5 (van David Ellefson, de bassist van Megadeth). In 1994 werkte hij samen met Brett Gurewitz, eigenaar van Epitaph Records en oorspronkelijk lid van de punkband Bad Religion, aan het opnemen en produceren van een demo voor Bad Religion. Gurewitz vertelde Greene over de opkomende punkband NOFX, wat er weer toe leidde dat Greene het album Punk in Drublic produceerde. De plaat werd meer dan een half miljoen keer verkocht wereldwijd, en werd daarmee het bestverkochte album van NOFX.
In 1997 begon Greene de Motor Studios in San Francisco samen met Fat Mike,  eigenaar van Fat Wreck Chords en zanger/bassist van NOFX. Greene produceerde meer dan 40 punk- en rockalbums voor Fat Wreck Chords waaronder albums van Lagwagon, No Use for a Name, Good Riddance, Pulley, Strung Out, Propagandhi, Me First and the Gimme Gimmes, en The Dickies. Hij heeft hierdoor een grote invloed gehad op de ontwikkeling van skatepunk.